# Tetreres philippinensis
Tetreres philippinensis är en ringmaskart som först beskrevs av Treadwell 1926.  Tetreres philippinensis ingår i släktet Tetreres och familjen Sabellariidae. Inga underarter finns listade i Catalogue of Life.